# Steagall-Gletscher
Der Steagall-Gletscher ist ein 24 km langer Gletscher in der antarktischen Ross Dependency. Er fließt von den Osthängen des Rawson-Plateaus zwischen Mount Alice Gade und Mount Deardorff im Königin-Maud-Gebirge in nördlicher Richtung zum Bowman-Gletscher.
Erstmals kartiert wurde er bei der Byrd Antarctic Expedition (1928–1930). Das Advisory Committee on Antarctic Names benannte den Gletscher 1967 nach dem US-amerikanischen Meteorologen for Jack T. Steagall, der im Winter 1961 auf der Amundsen-Scott-Südpolstation tätig war.